# Carlos Pace

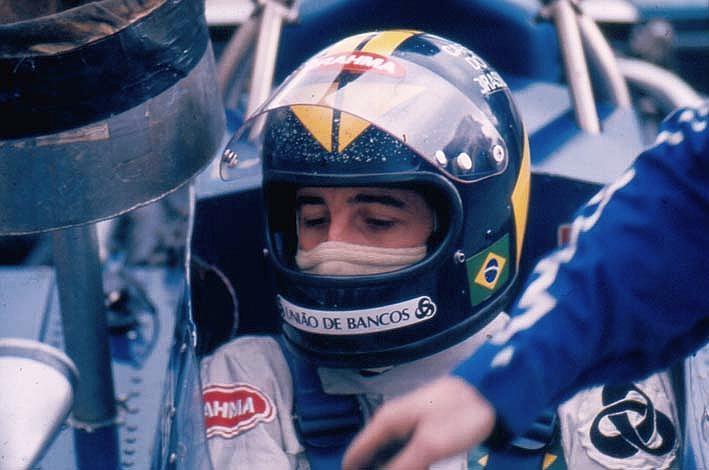
Carlos Pace tijdens de Grand Prix Formule 1 van Duitsland 1973

José Carlos Pace (São Paulo, 6 oktober 1944 – vlak bij São Paulo, 18 maart 1977) was een Formule 1-coureur uit Brazilië.
Hij nam tussen 1972 en 1977 deel aan 73 Grands Prix weekeinden en startte 72 maal een wedstrijd voor de teams Williams, Surtees en Brabham. Hij behaalde hierin één overwinning (zijn thuisrace in 1975), één pole position (de Grand Prix van Zuid-Afrika in 1975), 5 snelste ronden, 6 podia en 58 punten.
Hij kwam om bij een vliegtuigongeluk in 1977. Het circuit dat nu de Grand Prix van Brazilië organiseert, de Autódromo José Carlos Pace of Interlagos, draagt zijn naam omdat hij hier in 1975 zijn enige Grand Prix won. Hij is begraven op Cemitério do Araça in São Paulo.